# Daltonia cardotii
Daltonia cardotii là một loài rêu trong họ Daltoniaceae. Loài này được Bizot & Onr. mô tả khoa học đầu tiên năm 1976.